# Нормований простір
Векторний простір {\displaystyle X}, на якому задано норму, називають векторним нормованим простором, лінійним нормованим простором, або просто нормованим простором. Інтуїтивно, норма є узагальненням довжини вектора у геометрії (евклідовому просторі). Для векторних просторів над полем дійсних {\displaystyle \mathbb {R} } чи комплексних {\displaystyle \mathbb {C} } чисел, нормою називають відображення {\displaystyle \|\cdot \|\colon X\to \mathbb {R} }, що ставить кожному вектору {\displaystyle x\in X} у відповідність дійсне число {\displaystyle \|x\|}, та задовольняє наступним умовам:
1. {\displaystyle \|x\|\geq 0\quad (\forall x\in X)} (невід'ємність)
2. {\displaystyle \|x\|=0\implies x=0\quad (\forall x\in X)} (додатна визначеність)
3. {\displaystyle \|\lambda x\|=|\lambda |\cdot \|x\|\quad (\forall \lambda \in \mathbb {K} )(\forall x\in X)} (однорідність)
4. {\displaystyle \|x+y\|\leq \|x\|+\|y\|\quad (\forall x,y\in X)} (нерівність трикутника чи субадитивність)

З однорідності одразу випливає, що {\displaystyle \|0\|=0}. Якщо ж опустити умову додатної визначеності, тобто якщо існують ненульові вектори із нульовою нормою, то {\displaystyle \|\cdot \|} буде напівнормою.
У випадку, коли говорять про норми різних просторів, їх розрізняють назвою простора у індексі, наприклад {\displaystyle \|\cdot \|_{X}}, {\displaystyle \|\cdot \|_{Y}} для просторів {\displaystyle X}, {\displaystyle Y}. У випадку різних норм на одному просторі, їх прийнято нумерувати нижнім індексом, наприклад {\displaystyle \|\cdot \|_{1}}, {\displaystyle \|\cdot \|_{2}}, або {\displaystyle \|\cdot \|_{a}}, {\displaystyle \|\cdot \|_{b}}.
Кожен нормований простір є також метричним простором, оскільки кожна норма породжує метрику, визначену як {\displaystyle d(x,y)=\|x-y\|}. Якщо нормований простір є повним відносно цієї метрики, його називають Банаховим простором. Банахові простори вважаються центральним об'єктом дослідження функціонального аналізу.

## Приклади
- Дійсні числа {\displaystyle \mathbb {R} } із нормою {\displaystyle \|a\|=|a|}, яка породжує метрику {\displaystyle d(a,b)=|a-b|}, будуть повним нормованим (Банаховим) простором.
- Комплексні числа {\displaystyle \mathbb {C} } із нормою {\displaystyle \|z\|=z{\overline {z}}}, де {\displaystyle {\overline {z}}} — це комплексне спряження, будуть Банаховим простором. Інше еквівалентне визначення норми має вигляд {\textstyle \|a+ib\|={\sqrt {a^{2}+b^{2}}}}.
- Векторний простір {\displaystyle \mathbb {R} ^{n}} із стандартною евклідовою нормою {\textstyle \|x\|={\sqrt {\sum _{i}|x_{i}|^{2}}}} є Банаховим простором.
- Простір неперервних відображень на компакті {\displaystyle C([0;1],\mathbb {R} )} із супремум-нормою {\textstyle \|f\|_{\infty }=\sup _{x\in [0;1]}|f(x)|} є Банаховим простором. Збіжність функцій за цією нормою відповідає рівномірній збіжності.
- Простір сумовних функцій {\displaystyle L_{p}(R,d\mu )} на {\displaystyle R} із мірою {\displaystyle \mu } та нормою {\textstyle \|x\|_{p}=\left(\int _{R}|x(q)|^{p}d\mu (q)\right)^{1/p}} є Банаховим.
  - Простір інтегровних за Ріманом функцій на {\displaystyle [0;1]} із нормою {\textstyle \|f\|={\sqrt {\int _{0}^{1}|f(t)|^{2}dt}}} є частковим випадком {\displaystyle L_{2}([0;1],d\mu )}, де {\displaystyle d\mu } — це міра Лебега; відповідно, він є Банаховим.
  - Простір сумовних послідовностей {\displaystyle l_{p}} із нормою {\textstyle \|\{x_{n}\}\|=\left(\sum _{n=1}^{\infty }|x_{n}|^{p}\right)^{1/p}} є частковим випадком {\displaystyle L_{p}(\mathbb {N} )}, тобто також Банаховим простором.
- Простір обмежених послідовностей {\displaystyle l_{\infty }} із нормою {\displaystyle \|\{x_{n}\}\|_{\infty }=\sup\{|x_{n}|:n\in \mathbb {N} \}} є Банаховим.

## Топологічна структура
Нехай {\displaystyle (X,\|\cdot \|)} — векторний нормований простір із нормою {\displaystyle \|\cdot \|} та породженою нею метрикою {\displaystyle d(x,y)=\|x-y\|}.

### Границя
Можна довести другу нерівність трикутника
{\displaystyle {\bigl |}\|x\|-\|y\|{\bigr |}\leq \|x-y\|\quad (\forall x,y\in X).}
{\displaystyle \|x\|=\|x-y+y\|\leq \|x-y\|+\|y\|},
звідки
{\displaystyle \|x-y\|\geq \|x\|-\|y\|},
а також
{\displaystyle \|x-y\|=|-1|\cdot \|y-x\|=\|y-x\|\geq \|y\|-\|x\|}
Нехай {\displaystyle \{x_{n}\}\subset X} — послідовність. Можна показати, що збіжність за метрикою, породженою нормою {\displaystyle x_{n}\longrightarrow x}, співпадає із збіжністю за нормою {\textstyle \lim _{n\to \infty }\|x_{n}-x\|=0.}
Дійсно, збіжність за метрикою
{\displaystyle x_{n}\longrightarrow x}
визначається як
{\displaystyle \forall \varepsilon >0:\exists N\in \mathbb {N} :\forall n>N:d(x_{n},x)=\|x_{n}-x\|<\varepsilon ,}
звідки
{\displaystyle \lim _{n\to \infty }\|x_{n}-x\|=0.}

### Неперервність
А тоді, із другої нерівності трикутника одразу випливає неперервність норми відносно породженої неї метрики:
{\displaystyle {\bigl |}\|x_{n}\|-\|x\|{\bigr |}\leq \|x_{n}-x\|\longrightarrow 0}, тобто {\displaystyle \|x_{n}\|\longrightarrow \|x\|.}
Топологія, породжена цією метрикою, буде найслабшою з тих, за яких дана норма є неперервною.[джерело?]
Векторний простір також наділений операціями додавання векторів {\displaystyle +\colon X\times X\to X} та множенням на скаляр {\displaystyle \cdot \,\colon \mathbb {K} \times X\to X}. Можна показати, що ці операції будуть також неперервними відносно топології, породженої метрикою {\displaystyle d}.

### Повнота та поповнення простору
Векторний нормований простір {\displaystyle X} називається повним, якщо він повний відносно метрики {\displaystyle d(x,y)=\|x-y\|}. Повний дійсний (чи комплексний) лінійний нормований простір називають дійсним (комплексним) Банаховим простором. Банахові простори є важливим об'єктом вивчення у функціональному аналізі.
Тобто, простір буде повним, якщо кожна послідовність, фундаментальна в сенсі 
{\displaystyle \forall \varepsilon >0:\exists N\in \mathbb {N} :\forall n,m>N:\|x_{n}-x_{m}\|<\varepsilon ,}
збігатиметься до деякого елементу {\displaystyle x\in X}, {\displaystyle x_{n}\longrightarrow x}.
Якщо ж у нормованому просторі існують незбіжні фундаментальні послідовності, тобто простір неповний, то його можна поповнити деякою кількістю елементів так, щоб отримати повний простір. При цьому можна застосувати відому процедуру поповнення метричного простору. Кожен нормований простір допускає ізометричне поповнення, і при чому єдине. Більше того, простір буде всюди щільним у своєму поповненні.
1. Вводимо відношення еквівалентності на множині фундаментальних послідовностей у просторі {\displaystyle X}. Нехай {\displaystyle \{x_{n},n\in \mathbb {N} \},\{y_{n},n\in \mathbb {N} \}\subset X} — послідовності. Вважатимемо їх еквівалентними ({\displaystyle \{x_{n}\}\sim \{y_{n}\}}), якщо {\displaystyle \lim _{n\to \infty }\|x_{n}-y_{n}\|=0}. Рефлексивність та симетричність очевидні, транзитивність випливає з нерівності трикутника. Позначимо множину нееквівалентних фундаментальних послідовностей (фактор-множину) {\displaystyle X/\sim } як {\displaystyle {\tilde {X}}}. Залишається показати, що {\displaystyle {\tilde {X}}} і є шуканим поповненням.
2. {\displaystyle {\tilde {X}}} є лінійним простором, як простір послідовностей, із відповідними додаванням та множенням на скаляр. Тут важливо перевірити коректність визначення операцій, тобто незалежність результату операцій на класах еквівалентності від обраних представників цих класів. У{\displaystyle {\tilde {X}}} також можна визначити нуль, що буде просто класом еквівалентності сталої нульової послідовності {\displaystyle (0,0,...,0,...)}.
3. {\displaystyle {\tilde {X}}} буде нормованим простором. Введемо норму {\displaystyle \|\{x_{n}\}\|=\lim _{n\to \infty }\|x_{n}\|}. Границя завжди існуватиме і коректна, бо ця норма визначається лише для фундаментальних послідовностей. Нехай {\displaystyle \|\{x_{n}\}\|=0}. Тоді {\displaystyle \lim _{n\to \infty }\|x_{n}\|=\|x_{n}-0\|=0}, тобто {\displaystyle \{x_{n}\}\sim 0}, звідки {\displaystyle {\tilde {0}}=[{x_{n}}]}, де квадратними дужками позначено клас еквівалентності, а {\displaystyle {\tilde {0}}=[(0,0,...)]}. Таким чином, норма, визначена на {\displaystyle {\tilde {X}}} задовольняє умову додатної визначеності — норма нульова на нульовому елементі.
4. {\displaystyle X} в деякому сенсі буде підмножиною {\displaystyle {\tilde {X}}}. Дійсно, кожен елемент {\displaystyle a\in X} можна ототожнити із класом еквівалентності сталої послідовності {\displaystyle [(a,a,...)]\in {\tilde {X}}}.
5. {\displaystyle X} — скрізь щільна в {\displaystyle {\tilde {X}}}. Дійсно, для довільного {\displaystyle \varepsilon >0} з фундаментальності матимемо {\displaystyle \forall n,m>N:\|x_{n}-x_{m}\|_{X}<\varepsilon }. Поклавши {\displaystyle x=x_{N+1}} матимемо {\displaystyle \|x_{n}-x\|_{X}\longrightarrow 0}, тобто {\displaystyle \|x_{n}-{\tilde {x}}\|_{\tilde {X}}} (якщо сприйняти послідовність {\displaystyle x_{n}-x} як елемент {\displaystyle {\tilde {X}}}).
6. І нарешті, {\displaystyle {\tilde {X}}} дійсно повний. Для кожної фундаментальної послідовності {\displaystyle \{{\tilde {x}}_{n}\}\subset {\tilde {X}}}, з щільності {\displaystyle X} в {\displaystyle {\tilde {X}}}, достатньо знайти {\displaystyle x_{n}} достатньо близькі до {\displaystyle {\tilde {x}}_{n}} та довести фундаментальність {\displaystyle \{x_{n}\}}. Таким чином отримаємо {\displaystyle {\tilde {x}}_{n}\longrightarrow [\{x_{n}\}]}, тобто збіжність кожної фундаментальної послідовності у {\displaystyle {\tilde {X}}}.

### Еквівалентність норм
Нехай на векторному просторі {\displaystyle X} визначено дві різні норми, {\displaystyle \|\cdot \|_{1}}, {\displaystyle \|\cdot \|_{2}}.
Норми називають еквівалентними, якщо вони породжують одну і ту саму топологію на цьому просторі. Інтуїтивно, еквівалентність норм означає, що норми однаково визначають поняття збіжності.
Один з критеріїв еквівалентності норм полягає в тому, що куля згідно однієї норми вкладається у кулю згідно іншої, і навпаки:
{\displaystyle (\exists C,D\in \mathbb {R} )(\forall x\in X):C\|x\|_{1}\leq \|x\|_{2}\leq D\|x\|_{2}}
Всі норми на скінченновимірному дійсному чи комплексному векторному просторі є еквівалентними.

### База топології та компактність
Топологія в околі довільної точки нормованого простору повністю описується околом нуля. Систему околів {\displaystyle {\mathcal {N}}(x)}точки {\displaystyle x\in X} можна представити як трансляцію системи околів нуля {\displaystyle {\mathcal {N}}(0)}:
{\displaystyle {\mathcal {N}}(x)=\{x+N:N\in {\mathcal {N}}(0)\},}, де {\displaystyle x+N:=\{x+n:n\in N\}}.[джерело?]
Векторний нормований простір {\displaystyle X} є локально компактним тоді і лише тоді, коли одинична куля {\displaystyle B=\{x:\|x\|\leq 1\}} є компактом. Можна показати, що скінченновимірність простору — це необхідна та достатня умова локальної компактності простору. Некомпактність нескінченновимірної одиничної кулі є безпосереднім наслідком Леми Ріса; тобто локально компактні простори є скінченновимірними. В інший бік доведення нетривіальне.[джерело?]

## Лінійні функціонали та спряжений простір
Нехай {\displaystyle X} — нормований векторний простір. Нехай {\displaystyle l:X\to \mathbb {\mathbb {K} } }, де {\displaystyle \mathbb {K} =\mathbb {C} } чи {\displaystyle \mathbb {R} } — лінійний функціонал.
Можна визначити норму для неперервних лінійних функціоналів:
{\displaystyle \|l\|=\sup \left\{{\frac {|l(x)|}{\|x\|}}:\;x\in X,\;\|x\|\neq 0\right\}=\sup\{|l(x)|:\;\|x\|=1\}}
Еквівалентно, 
{\displaystyle \|l\|=\inf \left\{c\in \mathbb {R} \mid (\forall x\in X):|l(x)|\leq c\|x\|\right\}}.
Лінійний функціонал неперервний тоді і лише тоді, коли він обмежений, тобто 
{\displaystyle (\exists c\in \mathbb {R} )(\forall x\in X):|l(x)|\leq c\|x\|}.
При цьому норма тоді є найменшим таким числом {\displaystyle c}.
Якщо лінійний функціонал неперервний в одній точці, то він неперервний скрізь. На практиці зручно перевіряти неперервність в нулі.

### Спряжений простір
Простір всіх обмежених (непервних) функціоналів на {\displaystyle X} називається його спряженим простором і позначається {\displaystyle X'}. Він також буде векторним простором. На спряженому просторі прийнято задавати вищезгадану норму {\displaystyle \|l\|,\;l\in X'}. Для неї виконуватиметься нерівність трикутника, отже він також є нормованим простором:
{\displaystyle |(l+m)(x)|=|l(x)+m(x)|\leq |l(x)|+|m(x)|\leq (\|l\|+\|m\|)(x),}
звідки 
{\displaystyle \|l+m\|\leq \|l\|+\|m\|}, де {\displaystyle m} — деякий інший неперервний лінійний функціонал.
Спряжений простір до нормованого простору завжди повний (відповідно, Банаховий), навіть якщо оригінальний простір не є повним.
Можна побудувати другий спряжений простір {\displaystyle X''}. Існує канонічне ізометричне вкладення нормованого простору у свій другий спряжений. Воно визначається як відображення {\displaystyle \varphi :X\ni x\mapsto L_{x}\in X''}, де {\displaystyle L_{x}} — це неперервний лінійний функціонал на {\displaystyle X'}, який визначають поточково як {\displaystyle L_{x}(l)=l(x)\quad (\forall l\in X')}. Існування такого вкладення позначають як {\displaystyle X\subset X''}.
Повний нормований простір, ізоморфний своєму другому спряженому, називають рефлексивним (у цьому випадку {\displaystyle \varphi (X)=X''}, образом простору є весь другий спряжений).

### Продовження лінійних функціоналів
Неперервний лінійний функціонал, заданий на щільній множині в нормованому просторі, можна єдиним чином продовжити на замикання області визначення зі збереженням норми.
Неперервний лінійний функціонал, заданий на деякому лінійному підпросторі нормованого простору, можна продовжити на весь простір зі збереженням норми (не обов'язково єдиним чином).
Лінійні функціонали та їх продовження, поміж іншого, є потужним інструментом у дослідженні структури нормованого простору. Наприклад:
- Для кожного {\displaystyle y\in X,y\neq 0} існує функціонал {\displaystyle l\in X'} такий, що {\displaystyle \|l\|=1} та {\displaystyle l(y)=\|y\|}.
- {\displaystyle (\forall x,y\in X,\;x\neq y)(\exists l\in X'):l(x)\neq l(y)} (це твердження задає нижню межу на кількість елементів спряженого простору)